# Cà phê Thổ Nhĩ Kỳ
Cà phê Thổ Nhĩ Kỳ (tiếng Thổ Nhĩ Kỳ: Türk kahvesi) là cà phê được pha chế bằng hạt cà phê rất mịn, chưa được lọc.

## Chuẩn bị
Cà phê Thổ Nhĩ Kỳ đề cập đến một phương pháp pha cà phê rất mịn. Bất kỳ hạt cà phê có thể được sử dụng; giống arabica được coi là tốt nhất, nhưng robusta hoặc hỗn hợp hai loại này cũng được sử dụng. Các hạt cà phê phải được nghiền thành bột rất mịn, còn lại trong cà phê khi phục vụ. Cà phê có thể được xay tại nhà trong một máy xay thủ công được sản xuất để xay rất mịn (máy xay điện gia đình không phù hợp), được đặt hàng bởi các thương nhân cà phê ở hầu hết các nơi trên thế giới, hoặc mua sẵn từ nhiều cửa hàng. 

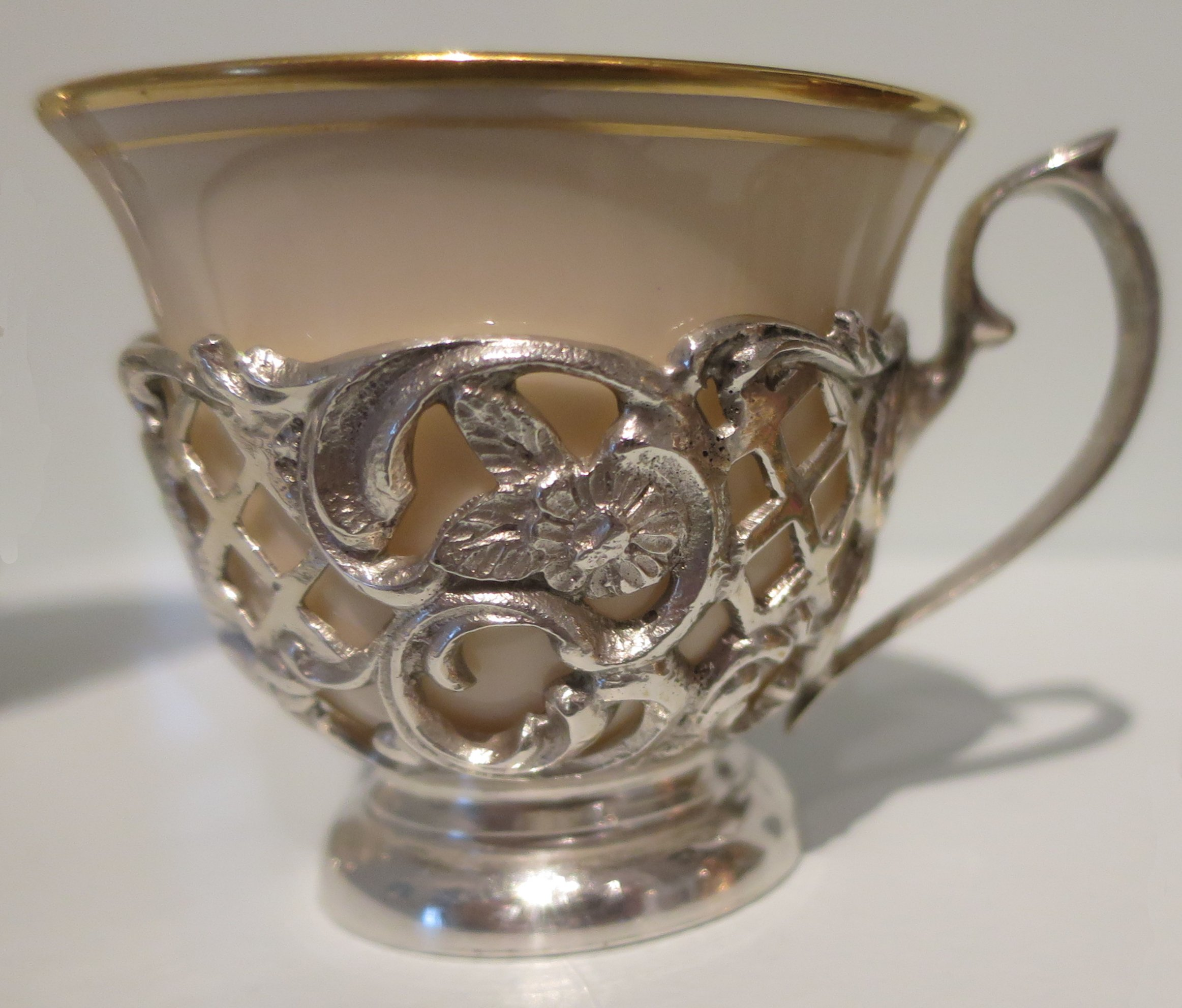
Kahve finjanı cuối thời Ottoman

Cà phê Thổ Nhĩ Kỳ được làm bằng cách pha cà phê bột với nước và thường kèm đường, đun sôi trong một chiếc nồi đặc biệt gọi là cezve ở Thổ Nhĩ Kỳ, và thường được gọi là ibrik ở nơi khác. Ngay khi hỗn hợp bắt đầu nổi bọt, và trước khi nó sôi lên, nó được lấy ra; nó có thể được hâm nóng lại hai lần nữa để tăng lượng bọt mong muốn. Đôi khi khoảng một phần ba cà phê được phân phối cho các tách riêng lẻ; phần còn lại được đưa trở lại ngọn lửa và phân phối vào cốc ngay khi cà phê đun sôi. Theo truyền thống, cà phê Thổ Nhĩ Kỳ được phục vụ trong một loại cốc sứ nhỏ đặc biệt gọi là kahve finjanı.